# Байжанов, Кали
Кали Байжанов (1877—1966) — казахский певец (бас), народный артист КазССР (1945), один из создателей Казахского хора радиокомитета Караганды.

## Биография
Родился в 1877 году на территории нынешнего Баянаульского района Павлодарской области Казахстана. Происходит из подрода акбура рода суюндук племени аргын. Рано потерял родителей, рос в нищете.
Работал шахтёром в Экибастузе, каменщиком в Желтау.
С 12 лет начал учиться песенному и музыкальному искусству у известного народного акына, композитора Жарылгапберды, который помог ему сформировать собственный стиль пения. Он познакомил Байжанова с творческим наследием народных певцов Биржана, Ахан Серэ, Жаяу Мусы. В репертуар Байжанова входили песни «Шама», «Топай кек», «Ардак» Жарылгапберды; «Жанбота» Биржана, «Кок жендет» Ахан Серэ, «Хаулау», «Құлбайға» Жаяу Мусы и другие. Исполнительское мастерство Байжанова высоко оценили композитор А. Жубанов, этнограф А. Затаевич и другие.
В 1924 году Байжанов участвовал в творческом конкурсе певцов в Семипалатинске, с 1926 года работал в Казахском театре драмы.
В 1927 году участвовал в концерте «Этномир», выступал на сцене Большого театра перед делегатами IV Всесоюзного съезда Советов. Участник 1 декады казахской литературы и искусства в Москве (1936).
С 1932 года до конца своей жизни работал в хоре и певцом на Карагандинском радио.
Скончался 27 сентября 1966 года, похоронен на Старомихайловском кладбище Караганды.

## Память
- На доме в Караганде, где проживал Кали Байжанов (проспект Бухар-жырау, 74), установлена мемориальная доска.
- Именем К. Байжанова названа Карагандинская областная филармония (ныне КГКП «Карагандинское концертное объединение им. К. Байжанова»)[6].